# Aglais fulvomarginata
Aglais fulvomarginata är en fjärilsart som beskrevs av Raynor 1909. Aglais fulvomarginata ingår i släktet Aglais och familjen praktfjärilar. Inga underarter finns listade i Catalogue of Life.